# Молодые драконы
«Молодые драконы» (англ. The Young Dragons, кит. трад. 鐵漢柔情, упр. 铁汉柔情, палл. Те хань жоу цин) — гонконгский фильм с боевыми искусствами, снятый Джоном Ву (У Юйсэнем) по сценарию, написанному им в соавторстве с Ни Куаном. Впервые фильм вышел в Японии 25 июля 1974 года, а премьера в Гонконге состоялась годом позже, хотя съёмки завершились ещё в 1973. Режиссёрский дебют Джона Ву.

## Сюжет
Сразу после Китайской революции, шайка бандитов охотится на жителей китайского городка Луншаньцзи. Главарь банды очень хитрый человек по имени Лун, убивший опытного детектива Е Чжуна глубокой ночью. Дочь жертвы, Е Фэн, убита горем и клянётся, что отомстит за отца.
Бродяга по имени Цзянь прибывает в городок, где противостоит бандитам. Он не только обучен боевым искусствам, но храбр и благороден. Цзянь получает удовольствие, нападая и грабя бандитов, а затем распределяя награбленное между своими друзьями.
Однажды молодой полицейский и жених Е Фэн, Фань Мин, также появляется в Луншаньцзи, чтобы арестовать Луна по приказу властей. Фань Мин также намерен поквитаться за смерть Е Чжуна. Как-то раз Цзянь и Фань Мин по воле случая сталкиваются друг с другом и вследствие недопонимания начинают драться. Однако вскоре становятся друзьями и объединяют усилия в разборке с кучкой грабителей. После этого их пути расходятся с осознанием того, что их объединяет — благородный идеал и боевые навыки. Между тем боссу Луну удаётся подкупить одного из полицейских и вместе с ним они нападают на Фань Мина. Когда об инциденте узнаёт Цзянь, и он спешит на помощь другу, Фань Мина сталкивают со скалы в море.
Следующей целью Луна и его банды становится Е Фэн. Чтобы уберечь девушку, бродяга укрывает её в публичном доме, где за ней присматривает проститутка Янь Чжихун.
Несмотря на большое горе, Е Фэн сохраняет решительность. У Цзяня возникают чувства к Фэн, несмотря на свои отношения с очаровательной Чжихун, сочувствующей тяжёлому положению подопечной.
В то время как Лун и его сторонники отмечают свою победу в своём логове, Чжихун и замаскированная Фэн тайно пробираются на вечеринку. Внезапно Фэн с ножом в руках нападает на главаря банды. Тем не менее один из бандитов останавливает мстительницу. Чжихун бросается на помощь, но ей противостоят члены банды. В ходе разразившейся схватки обеих девушек убивают. Их смерть становится шоком для Цзяня, вследствие чего бродяга начинает решительно действовать. Несмотря на угрозу жизни, Цзянь разыскивает врагов и убивает многих из них. Он глубоко задет видом своих возлюбленных, лежащих среди трупов. Парень получает серьёзное ранение, убив главаря банды. Фань Мин вместе с коллегами прибывает на место, где видит мёртвого друга.

## В ролях
| Актёр      | Роль           |
| ---------- | -------------- |
| Ху Цзинь   | Янь Чжихун     |
| Тянь Ни    | Е Фэн          |
| Юй Ян      | Цзянь          |
| Чжэн Лэй   | Лэй Ху         |
| Лю Цзян    | Фань Мин       |
| Цзян Нань  | босс Лун       |
| Фун Хаконь | Юнь Фэй        |
| Дин Сэк    | клиент борделя |
| Ли Фэн     |                |
| Ын Минчхой | Сяо Люцзы      |
| Хо Куонмин | Сяохун         |

Режиссёр фильма, Джон Ву, также появляется в фильме.

## Съёмочная группа
- Компания: Golden Harvest
- Продюсер: Рэймонд Чоу
- Режиссёр: Джон Ву (У Юйсэнь)
- Сценарист: Ни Куан[англ.], Джон Ву (У Юйсэнь)
- Ассистент режиссёра: Чхёй Поучю
- Постановка боевых сцен: Джеки Чан (Чэнь Юаньлун), Чэнь Цюань
- Грим: Че Чхункуон
- Оператор: Юй Цзинь
- Дизайнер по костюмам: Лэй Кхэй